# 第一糖業
第一糖業株式会社は宮崎県日向市大字日知屋に本社を置く製糖会社。ウェルネオシュガーの完全子会社。

## 概要
『セブン印』のブランドで砂糖を製造販売している。

## 沿革
- 1967年3月 - 設立。
- 1977年4月 - 宮崎事業所敷地内に営業用流通倉庫を竣工、貸倉庫業を開始。
- 2001年1月 - 本社を現在地に移転。
- 2002年 - 伊藤忠製糖の子会社となる[2]。
- 2024年10月 - 伊藤忠製糖がウェルネオシュガーに吸収合併され、ウェルネオシュガーの子会社となる[3] 。
- 2025年10月 - ウェルネオシュガーに吸収合併（予定）[3]。

## 事業所
- 本社工場・南九州営業所（宮崎県日向市）
- 福岡営業所（福岡県福岡市博多区）
- 四国営業所（香川県高松市）